# Есим-султан
Еси́м-султа́н, он же Еши́м, Иши́м, Еси́м, Еси́м-хан (каз. Есім сұлтан) — казахский султан.

## Биография
Точные данные о происхождении будущего хана отсутствуют, возможно сын Абылай Каншера, отец Бабак султана. В 1693 году, после смерти кашгарского хана Аппак Ходжи, правителя Алтышахара, между наследниками началась борьба за престол. Кашгарские старейшины, опасаясь распада ханства, обратились с просьбой к джунгарским правителям об избрании правителем Алтышахара Есима, которого они объявили своим ханом. Он жил и единовластно правил в Яркенде, центре Кашгарии. После того, как кашгарские белогорцы и киргизы начали осаду Яркенда, Есим-султан разбил их, а правитель Яркендского ханства Мухаммад Мумин-хан, по непонятным причинам, уехал с сыном Аппак Ходжи в Индостан. После этого освободил взбунтовавшихся пленников — киргизских биев и других кашгарцев, за это киргизы провозгласили его своим ханом. Независимое правление Есима вызывало недовольство окружающих. Между Есимом и Даниал-ходжой, которым он и был приглашён на ханский престол, обострились отношения. По одной из версий, Есим был удалён ходжами из Яркенда, а по другой, отошёл от управления ханством ввиду страха за свою жизнь перед Даниал-ходжой, который внушили ему подстрекатели, и вынужден был вернуться на родину.